# Брук-Парк (тауншип, Миннесота)
Брук-Парк (англ. Brook Park) — тауншип в округе Пайн, Миннесота, США. На 2000 год его население составило 495 человек.

## География
По данным Бюро переписи населения США площадь тауншипа составляет 78,0 км², из которых 78,0 км² занимает суша, водоёмов нет.

## Демография
По данным переписи населения 2000 года здесь находились 495 человек, 186 домохозяйств и 138 семей.  Плотность населения —  6,3 чел./км².  На территории тауншипа расположено 223 постройки со средней плотностью 2,9 построек на один квадратный километр. Расовый состав населения: 97,98 % белых, 0,61 % афроамериканцев, 1,01 % коренных американцев и 0,40 % приходится на две или более других рас. Испанцы или латиноамериканцы любой расы составляли 0,40 % от популяции тауншипа.
Из 186 домохозяйств в 33,3 % воспитывались дети до 18 лет, в 55,4 % проживали супружеские пары, в 11,8 % проживали незамужние женщины и в 25,8 % домохозяйств проживали несемейные люди. 19,9 % домохозяйств состояли из одного человека, при том 8,6 % из — одиноких пожилых людей старше 65 лет. Средний размер домохозяйства — 2,66, а семьи — 3,00 человека.
29,3 % населения — младше 18 лет, 7,9 % — в возрасте от 18 до 24 лет, 28,9 % — от 25 до 44, 22,4 % — от 45 до 64, и 11,5 % — старше 65 лет. Средний возраст — 38 лет. На каждые 100 женщин приходилось 104,5 мужчин.  На каждые 100 женщин старше 18 приходилось 109,6 мужчин.
Средний годовой доход домохозяйства составлял 41 818 долларов, а средний годовой доход семьи —  48 015 долларов. Средний доход мужчин —  37 386  долларов, в то время как у женщин — 23 929. Доход на душу населения составил 15 128 долларов. За чертой бедности находились 8,4 % семей и 12,4 % всего населения тауншипа, из которых 18,5 % младше 18 и 12,8 % старше 65 лет.